# 아리 그로스

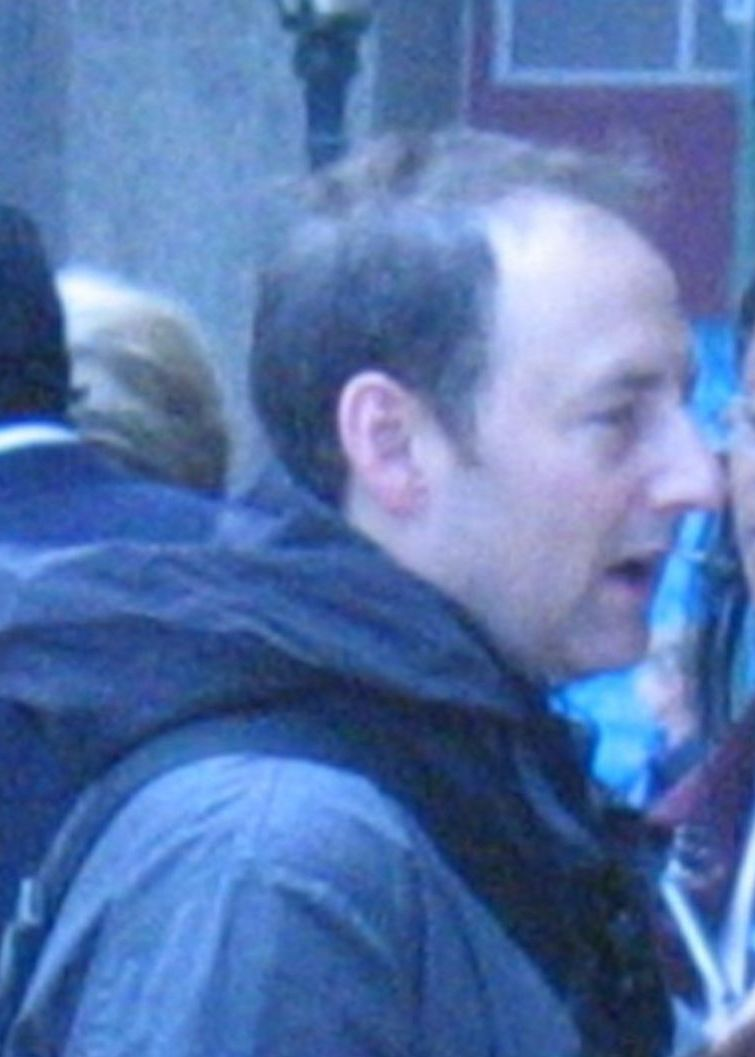

아리 그로스(Arye Gross, 1960년 3월 17일 ~ )는 미국의 배우이다.
로스앤젤레스에서 태어났다.

## 출연 작품
- 노스텔지아 (2018년)
- 코멘스먼트 (2013년)
- 아틀라스 슈러그드: 파트 2 (2012년) - 켄 대네거 역
- 그레이 가든스 (2009년)
- 쓰리 와이즈 가이즈 (2005, Three Wise Guys)
- 마이너리티 리포트 (2002년) - 하워드 마크스 역
- 버닝 다운 더 하우스 (2001년)
- 빅 에덴 (2000년)
- 식스티 세컨즈 (2000년) - 제임스 레이크우드 역
- 더 프린스 앤 더 서퍼 (1999년) - 빈스 역
- 세븐 걸프렌드 (1999년)
- 스파이 인 노스코리아 (1999년)
- 틴셀타운 (1997년)
- 스포일러 (1997년)
- 더 엘리베이터 (1996년)
- 마더 나이트 (1996년)
- 타임록 (1996년)
- 헥시나 (1993년)
- 쉐이킹 더 트리 (1992년)
- 사랑의 조건 (1992년)
- 보리수와 나타샤 (1992년)
- 휴전 (1991년)
- 용사들을 위하여 (1991년) - 제프 역
- 매터 오브 디그리스 (1990년)
- 캐딜락 54 (1990년)
- KGB 미녀 작전 (1989년)
- 비밀의 목소리 (1988년)
- 불타는 태양 (1988년)
- 하우스 2 (1987년)
- 사라진 엠버 (1987년)
- 소울 맨 (1986년)
- 여성상위시대 (1985년)
- 익스터미네이터 2 (1984년)

### 텔레비전
- 프렌즈 (1995) - 마이클 역
- 더 프랙티스 (1997-2002)
- 시빌 (1998)
- 러그래츠 (1998) - 목소리
- 밀레니엄 (1998)
- 닥터 슬론 (1998)
- 겟 리얼 (1999)
- 동양특급 로형사 (2000)
- 저스트 슛 미 (2000)
- 저징 에이미 (2000-04)
- 엑스파일 (2001)
- 천사의 손길 (2001)
- ER (2001)
- 식스 핏 언더 (2003)
- 웨스트 윙 (2003)
- CSI: 과학수사대 (2003, 2012)
- 뉴욕 특수수사대 (2005)
- 그레이 아나토미 (2006) - 애덤 모리스 역
- 넘버스 (드라마) (2007)
- 고스트 & 크라임 (2007)
- 번 노티스 (2007)
- 성범죄수사대: SVU (2007)
- CSI: 뉴욕 (2008)
- 콜드 케이스 (2008)
- 고스트 위스퍼러 (2009)
- 돌하우스 (2009)
- 캐슬 (2009-16)
- 레버리지 (2010)
- 멘탈리스트 (2010) - 서반 박사 역
- 디펜더스: 유쾌한 변호사들 (2010-11) - 베니 햅우드 역
- 프린지 (2011)
- 크리미널 마인드 (2015)
- 지정생존자 (2017)
- 맥가이버 (2018)
- 글로우: 레슬링 여인 천하 (2019)
- 범죄의 재구성 (2020)
- 루키 (2022)
- 베터 콜 사울 (2022)
- 다머 (2022)
- 9-1-1 (2022)